# Pierre Meyrand
Pierre Meyrand est un acteur et metteur en scène français, né le 3 août 1932 dans le 11e arrondissement de Paris et mort le 25 octobre 1999 à Brunoy.

## Carrière
Né en 1932, Pierre Jean Marie Meyrand commence sa carrière en 1958 au service du théâtre avec Roger Planchon au théâtre de la cité à Villeurbanne (aujourd'hui TNP-Villeurbanne). Il joue alors dans Georges Dandin et Le Bourgeois gentilhomme de Molière, Galilée de Bertolt Brecht ou encore Les Trois Mousquetaires d'Alexandre Dumas, où il incarna d'Artagnan.
En 1973, il fait la rencontre d'Arlette Téphany avec qui ils créent leur propre compagnie : Théâtre en Liberté. De 1975 à 1985, il est directeur du Théâtre de Chelles, puis, en 1985, il est nommé codirecteur du Centre dramatique national de Limoges, le Théâtre de l'Union, avec Arlette, devenue son épouse.
En 1995, il acquiert une grande notoriété en obtenant le Molière du comédien pour sa mémorable interprétation d'Isodore Lechat dans Les affaires sont les affaires d'Octave Mirbeau. Mais c'est également cette même année que le ministre de la culture de l'époque, Jacques Toubon, décide de les libérer, lui et sa femme, des responsabilités directoriales du Centre dramatique national sous le prétexte d’un rapport d’inspection qui leur faisait grief « d’absence d’ouverture à des créateurs extérieurs ».
En 1995, il joue l'ex futur beau-père de Didier Bourdon dans Les Trois Frères, en 1997, il joue  dans Les Marchands de gloire de Marcel Pagnol (aux côtés de Michel Galabru), puis en 1999 dans Sur les sommets, le repos de Thomas Bernhard.

## Décès
Il meurt le 25 octobre 1999 à Brunoy, des suites d'un cancer, à l'âge de 67 ans. Il est inhumé à Cavaillon, dans le Vaucluse.

## Filmographie

### Cinéma
- 1966 : La Religieuse de Jacques Rivette : Monsieur Manouri
- 1971 : L'Araignée d'eau de Jean-Daniel Verhaeghe : Le curé
- 1972 : Quelque part quelqu'un de Yannick Bellon
- 1973 : Un grand amour de Balzac de Jacqueline Audry et Wojciech Solarz : Honoré de Balzac
- 1978 : Le Dossier 51 de Michel Deville : Le père-agent
- 1980 : Bobo la tête de Gilles Katz
- 1980 : Engrenage de Ghislain Vidal : Herrera
- 1982 : Interdit aux moins de 13 ans de Jean-Louis Bertuccelli : L'inspecteur Barbentane
- 1990 : Le Mari de la coiffeuse de Patrice Leconte : Le frère d'Antoine
- 1995 : Les Trois Frères de Didier Bourdon et Bernard Campan : Charles-Henri Rougemont
- 1997 : On connaît la chanson d'Alain Resnais : Le Patron du café
- 1998 : Charité biz'ness de Thierry Barthes et Pierre Jamin : Le maire

### Télévision
- 1966 : Rouletabille chez le Tsar de Jean-Charles Lagneau : Gradazof
- 1969 : Fortune de Henri Colpi
- 1969 : L'Envolée Belle de Jean Prat : le ministre de la guerre
- 1973 : La Pomme oubliée de Jean-Paul Carrère : Frompy le jeune
- 1973 : Un grand amour de Balzac (Wielka milosc Balzaka en langue polonaise) de Jacqueline Audry et Wojciech Solarz : Honoré de Balzac
- 1975 : Sara de Marcel Bluwal : Maret
- 1975 : Tous les jours de la vie de Maurice Frydland : M. Latour
- 1975 : Marie-Antoinette de Guy Lefranc (Mirabeau)
- 1977 : La Lune papa de Jean-Paul Carrère: Marchandou
- 1977 : Les Confessions d'un enfant de chœur de Jean L'Hôte : le maître d'hôtel du wagon-restaurant
- 1977 : L'Inspecteur mène l'enquête
- 1978 : Messieurs les jurés : L'Affaire Montigny d'André Michel
- 1980 : La Fortune des Rougon de Yves-André Hubert : Maquart
- 1981 : Vilar... Jean de Jean Sagols : Marbu
- 1982 : La Démobilisation générale de Hervé Bromberger : Georges Mandel
- 1993 : Les Cinq Dernières Minutes
- 1995 : L'Instit, épisode 3-02, Le crime de Valentin, de Christian Faure : Paulo
- 1997 : Maintenant ou jamais (film) de Jérôme Foulon : Henri
- 1998 : Les Marchands de gloire de Marcel Pagnol, réalisation de Georges Folgoas : Édouard Bachelet
- 1998 : Le Horsain de Philippe Venault : Me Charles Langlois

## Théâtre

### Comme comédien
- 1958 : George Dandin de Molière, mise en scène Roger Planchon, Théâtre de la Cité Villeurbanne
- 1959 : Falstaff de William Shakespeare, mise en scène Roger Planchon, Théâtre Montparnasse, Théâtre de l'Ambigu
- 1959 : Henri IV de William Shakespeare, mise en scène Roger Planchon, Théâtre Montparnasse, Théâtre de l'Ambigu
- 1959 : La Seconde Surprise de l'amour de Marivaux, mise en scène Roger Planchon, Théâtre Montparnasse
- 1959 : Les Trois Mousquetaires d'Alexandre Dumas, mise en scène Roger Planchon, Théâtre de l'Ambigu
- 1960 : Ex-Napoléon de Nino Frank et Paul Gilson, mise en scène Jean-Jacques Aslanian et Jean Collomb, Festival d'Arras
- 1960 : Les Âmes mortes de Nicolas Gogol, mise en scène Roger Planchon, Théâtre de la Cité Villeurbanne, Théâtre de l'Odéon
- 1960 : Édouard II de Christopher Marlowe, mise en scène Roger Planchon, Chorégies d'Orange, Festival de Baalbeck
- 1960 : Les Trois Mousquetaires d'Alexandre Dumas, mise en scène Roger Planchon, Festival de Baalbeck, Festival d'Edimbourg
- 1960 : La Seconde Surprise de l'amour de Marivaux, mise en scène Roger Planchon, Théâtre de la Cité Villeurbanne
- 1961 : Les Trois Mousquetaires d'Alexandre Dumas, mise en scène Roger Planchon, Festival de Vienne
- 1961 : George Dandin de Molière, mise en scène Roger Planchon, Théâtre de la Cité Villeurbanne, Théâtre des Champs-Élysées
- 1961 : Schweik dans la Seconde Guerre mondiale de Bertolt Brecht, mise en scène Roger Planchon, Théâtre de la Cité Villeurbanne, Théâtre des Champs-Élysées
- 1961 : Édouard II de Christopher Marlowe, mise en scène Roger Planchon, Théâtre de la Cité Villeurbanne, Théâtre des Champs-Élysées
- 1962 : La Vie imaginaire de l'éboueur Auguste Geai d'Armand Gatti, mise en scène Jacques Rosner, Théâtre de la Cité Villeurbanne
- 1962 : La Remise de Roger Planchon, mise en scène de l'auteur, Théâtre de la Cité Villeurbanne
- 1963 : Les Trois Mousquetaires d'Alexandre Dumas, mise en scène Roger Planchon, Moscou, Théâtre de la Cité Villeurbanne
- 1963 : George Dandin de Molière, mise en scène Roger Planchon, Théâtre de la Cité Villeurbanne
- 1964 : Troïlus et Cressida de William Shakespeare, mise en scène Roger Planchon, Théâtre de l'Odéon
- 1964 : La Vie imaginaire de l'éboueur Auguste Geai d'Armand Gatti, mise en scène Jacques Rosner, Théâtre de l'Odéon
- 1965 : Les Chiens de Tone Brulin, mise en scène Gabriel Garran, Théâtre de la Commune
- 1965 : Andorra de Max Frish, mise en scène Gabriel Garran, Théâtre de la Commune, Théâtre Antoine
- 1966 : Chant public devant deux chaises électriques d'Armand Gatti, mise en scène de l'auteur, TNP Théâtre de Chaillot
- 1966 : Un homme seul d'Armand Gatti, mise en scène de l'auteur, Comédie de Saint-Étienne
- 1966 : Richard III de William Shakespeare, mise en scène Roger Planchon, Festival d'Avignon
- 1966 : George Dandin de Molière, mise en scène Roger Planchon, Festival d'Avignon, tournée
- 1967 : Richard III de William Shakespeare, mise en scène Roger Planchon, Théâtre de la Cité Villeurbanne
- 1967 : Le Revizor de Nicolas Gogol, mise en scène Edmond Tamiz, Comédie de Saint-Étienne Théâtre de l'Est parisien
- 1970 : Dieu aboie-t-il ? de François Boyer, mise en scène Jo Tréhard, Comédie de Caen
- 1971 : La Forêt de Alexandre Ostrovski, mise en scène André Barsacq, Théâtre de l'Atelier
- 1971 : La Reine morte de Henry de Montherlant, mise en scène Jean Deschamps, Festival de la Cité Carcassonne, Festival de Collioure
- 1971 : Le Septième Commandement : Tu voleras un peu moins… de Dario Fo, mise en scène Jacques Mauclair, Festival de la Cité Carcassonne, festivals d'été
- 1971 : Les Trois Mousquetairesd'Alexandre Dumas, mise en scène Michel Berto, Festival de la Cité Carcassonne
- 1971 : Torquemada de Victor Hugo, mise en scène Denis Llorca, Théâtre du Midi : Festival de la Cité Carcassonne, Festival de Marsillargues, Festival de Collioure, Festival de la mer Sète
- 1972 : Roméo et Juliette de William Shakespeare, mise en scène Robert Hossein, Reims, 1973 : Théâtre de la Porte-Saint-Martin
- 1974 : La Nuit des pleins pouvoirs de Jacques Téphany, mise en scène Pierre Meyrand, Festival d'Avignon Off
- 1976 : La Vie de Galilée de Bertolt Brecht, mise en scène Arlette Téphany
- 1982 : Qui a peur de Virginia Woolf ? d'Edward Albee, mise en scène Yutaka Wada, Théâtre de l'Œuvre
- 1984 : Rhinocéros d'Eugène Ionesco, mise en scène Arlette Téphany, Théâtre de la Madeleine
- 1987 : La Folle de Chaillot de Jean Giraudoux, mise en scène Arlette Téphany, Festival de Bellac
- 1989 : La Vie de Galilée de Bertolt Brecht, mise en scène Arlette Téphany, Festival de Bellac
- 1993 : Le Bourgeois gentilhomme de Molière, mise en scène Arlette Téphany au CDN de Limoges.
- 1995 : Les affaires sont les affaires de Octave Mirbeau, mise en scène Régis Santon, Théâtre du Palais-Royal
- 1996 : La Délibération de Pierre Belfond, réalisation de Jean-Claude Idée
- 1998 : Les Marchands de gloire de Marcel Pagnol, réalisation de Georges Folgoas : Édouard Bachelet
- 1999 : Sur les sommets, le repos de Thomas Bernhard, mise en scène Arlette Téphany, Théâtre 14 Jean-Marie Serreau

### Comme metteur en scène
- 1988 : Les Rustres de Carlo Goldoni, Théâtre de la Limousine
- 1990 : La Cerisaie d'Anton Tchekhov, Théâtre de la Limousine

## Distinctions
- Molières 1995 : Molière du comédien pour Les affaires sont les affaires